# Retoromanska nogometna reprezentacija
Retoromanska nogometna reprezentacija predstavlja retoromansku nacionalnu manjinu iz Švicarske.
Trenutačni izbornik: 

Osnovana:

## Sudjelovanja na natjecanjima
Sudionici su Europeade, europskog prvenstva nacionalnih manjina koje se održalo u Švicarskoj od 31. svibnja do 7. lipnja 2008., na kojem su zapravo bili domaćinima (igralo se na području gdje živi retoromanska zajednica).

Već prije samog početka prvenstva, smatralo se da Retoromani mogli iznenaditi na prvenstvu.

Osvojili su drugo mjesto u svojoj skupini, čime su prošli u drugi natjecateljski krug. U četvrtzavršnici su ispali od kasnijih brončanih, mađarskih Roma s 1:5.

## Vanjske poveznice
- (njem.) Europeada Službene stranice Europeade 2008.
- Flickr Retoromani na Europeadi 2012.